# John Eves
John Robert Eves (28 tháng 2 năm 1922 – 2007) là một cầu thủ bóng đá người Anh có 177 lần ra sân ở Football League thi đấu cho Darlington trong những năm sau Thế chiến thứ hai. Ông thi đấu ở vị trí hậu vệ. Eves bắt đầu sự nghiệp bóng đá với Sunderland, Ông có nhiều lần ra sân trong thời chiến, bao gồm trận Chung kết Football League War Cup 1942, nhưng không bao giờ chơi bóng thời hậu chiến nữa.